# Funicolari di Lione
Il sistema di funicolari di Lione (chiamate familiarmente « Ficelle ») è parte del sistema della metropolitana locale e conta oggi due linee, collegate al sistema di trasporti pubblici cittadini.
La città conobbe la prima funicolare al mondo nel 1862 e contò fino a cinque linee di trasporto di questo tipo, data la sua orografia difficile, per il collegamento del centro a valle con le colline di Fourvière e della Croix-Rousse. Oggi restano solo due linee: Saint-Jean - Saint-Just e Saint-Jean - Fourvière.

## Linee
Lione ha avuto fino a cinque linee a trazione funicolare di collegamento con le colline di Fourvière (tre linee) e della Croix-Rousse (due linee). Caratteristica comune a tutte è il fatto di correre in galleria per la maggior parte del loro percorso. Le linee sono (in corsivo quelle oggi non più in uso):
- Collina della Croix-Rousse;
  - Rue Terme - Croix-Rousse;
  - Croix-Paquet - Croix-Rousse;
- Collina di Fourvière;
  - Saint-Jean - Saint-Just;
  - Saint-Jean - Fourvière;
  - Saint-Paul - Fourvière.

### Linee chiuse o trasformate

#### Rue Terme - Croix-Rousse
- Apertura: 3 giugno 1862
- Chiusura: 31 dicembre 1967
- Lunghezza: 489 m
- Pendenza massima: 160 mm/m
- Scartamento: 1,44 m

Prima funicolare al mondo, la linea fu soppressa negli anni 1960 e il tunnel trasformato in stradale.

#### Croix-Paquet - Croix-Rousse
- Apertura: 12 aprile 1891
- Chiusura: 3 luglio 1972
- Lunghezza: 512 m
- Pendenza massima: 172 mm/m
- Scartamento: 1,44 m

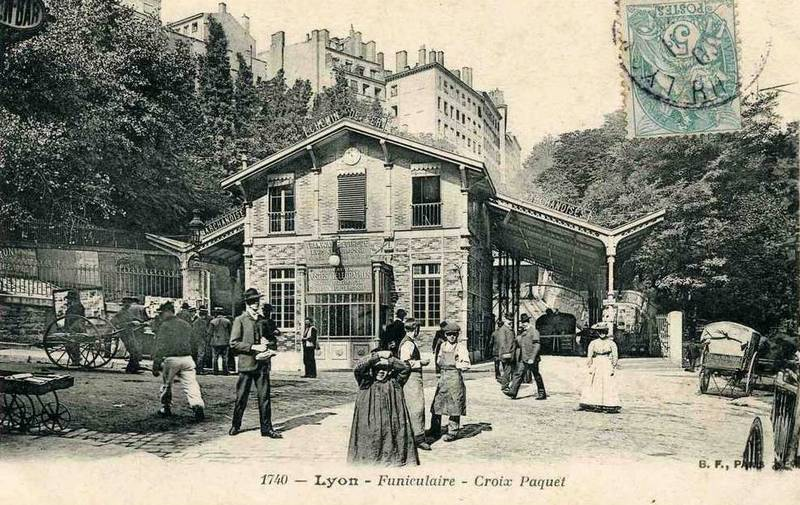
La stazione di partenza Croix-Paquet.

La linea fu riaperta il 6 dicembre 1974 come cremagliera, poi prolungata da Croix-Paquet a Hôtel de Ville il 2 maggio 1978 e da Croix-Rousse a Cuire il 10 dicembre 1984. È oggi parte della rete della metropolitana di Lione come linea C.

#### Saint-Paul - Fourvière

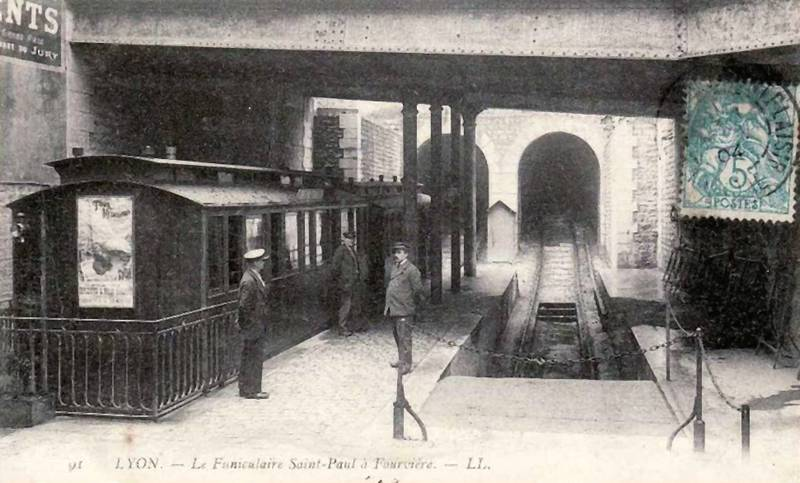
La stazione di partenza Saint-Paul.

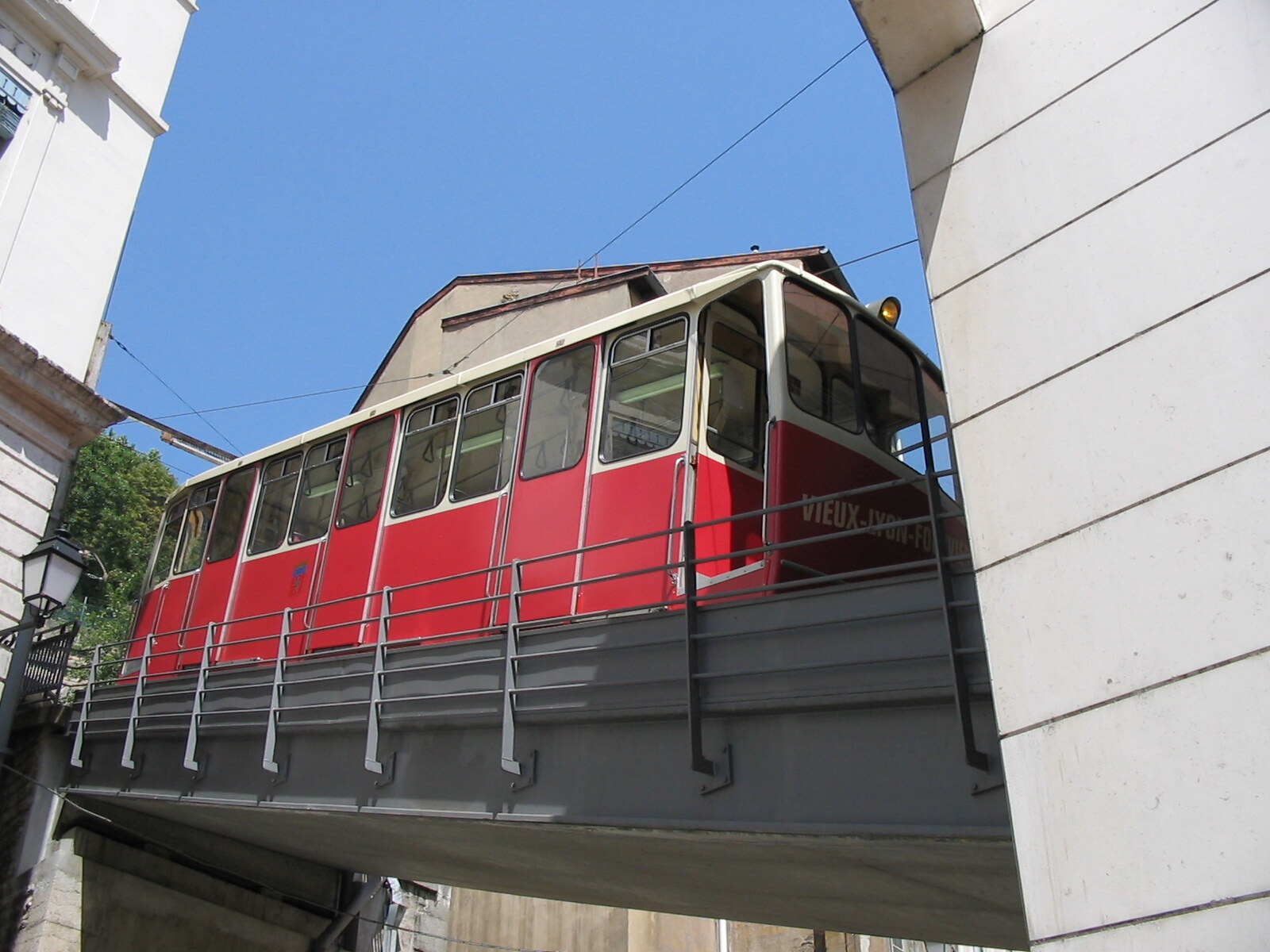
La funicolare nella città.

- Apertura: 6 dicembre 1900
- Chiusura: 25 dicembre 1937
- Lunghezza: 514 m
- Pendenza massima: 243 mm/m
- Scartamento (1900): 1,44 m

### Linee in servizio

#### Saint-Jean - Fourvière
- Apertura: 6 ottobre 1900
- Lunghezza: 431 m
- Pendenza massima: 310 mm/m
- Scartamento (1900): 1,00 m
- Scartamento (1970): 1,33 m
- Stazioni: 2

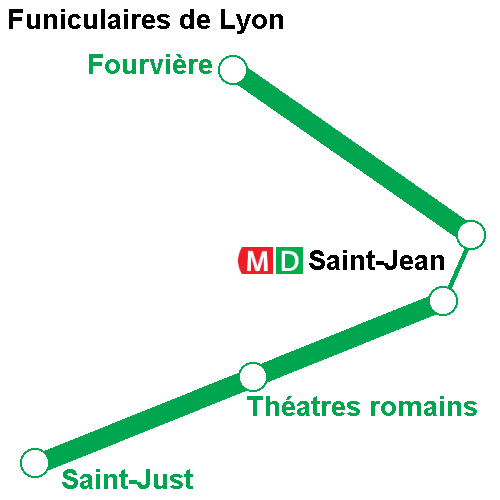

- Carrozze: 6 in comune con Saint-Jean - Saint-Just (1 per convoglio)

In occasione della ristrutturazione nel 1970, lo scartamento del binario fu portato a 1,33 m.

#### Saint-Jean - Saint-Just
- Apertura: 8 aprile 1878
- Lunghezza: 822 m
- Pendenza massima: 183 mm/m
- Scartamento (1878): 1,44 m
- Scartamento (1901): 1,00 m
- Stazioni: 3

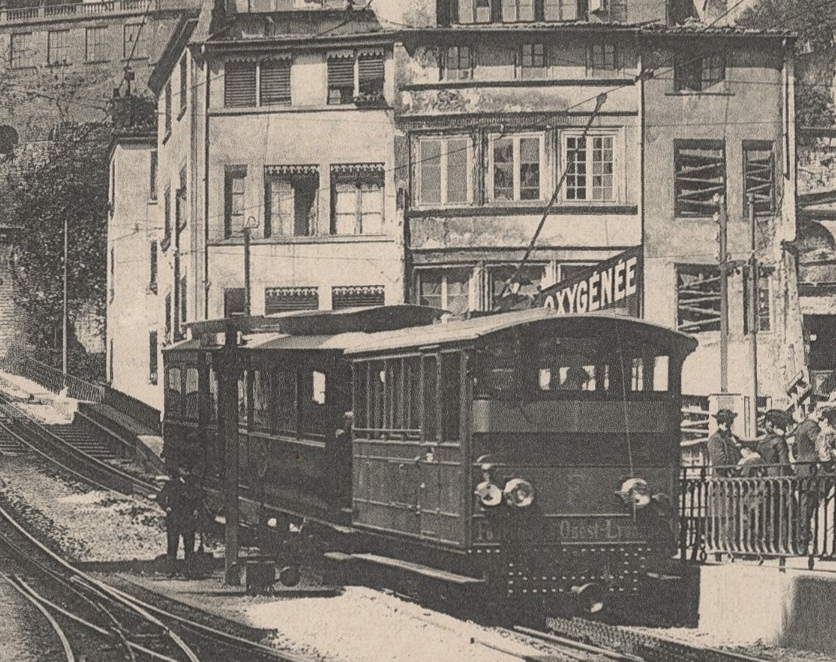
La stazione di partenza Saint-Jean all'epoca della cremagliera.

- Carrozze: 6 in comune con Saint-Jean - Fourvière (2 per convoglio)

La linea fu trasformata in cremagliera a scartamento metrico nel 1901 prima di essere riconvertita in funicolare nel 1958, con lo scartamento metrico conservato.